# Giorgio Bettini
Giorgio Bettini (Livorno, 7 febbraio 1936 – L'Aquila, 5 aprile 2020) è stato un calciatore e allenatore di calcio italiano, di ruolo centrocampista.

## Carriera

### Giocatore
Cresce nelle giovanili del Torino, e viene acquistato successivamente dall'Aquila dove gioca due campionati.
Debutta in Serie B con il Messina nella stagione 1957-1958, disputando tre campionati per un totale di 89 presenze e 6 gol. Nella partita Cagliari-Messina del 29 marzo 1959 segna due gol in 40 secondi.
Negli anni successivi gioca in Serie C con Pisa, Lecce e chiude la carriera giocando per altri quattro anni all'Aquila.

### Allenatore
Nelle stagioni 1980-1981 e 1981-1982 ha allenato L'Aquila in Serie C2.
Come allenatore vince nel 1989 con l'Abruzzo il Torneo delle Regioni Rappresentativa Juniores.